# 832 Карин
832 Карин (енгл. 832 Karin) је астероид главног астероидног појаса чија средња удаљеност од Сунца износи 2,864 астрономских јединица (АЈ). 
Апсолутна магнитуда астероида је 11,18 а геометријски албедо 0,238.